# Премія Барбари Декс
Премія Барбари Декс — щорічна премія, яка вручалася учаснику Пісенного конкурсу Євробачення, який на думку фанів конкурсу мав найгірший костюм. Премія була започаткована в 1997 році двома засновниками сайту для нідерландських фанів Євробачення EurovisionHouse.nl Едвіном ван Тілло та Робом Паардекамом та названа на честь Барбари Декс, яка представляла Бельгію на Євробаченні 1993. Переможець визначається голосуванням на сайті, раніше на сайті EurovisionHouse.nl, а починаючи з 2017 року на сайті songfestival.be. Сама співачка, на честь якої назвали нагороду, заявила в інтерв'ю ESC Today, що не шкодує про свій костюм і вважає що він не заслуговує звання найгіршого, а також що про неї тепер знає кожен шанувальник Євробачення.
13 березня 2022 року було оголошено про те, що премія 2021 року стане останньою і з Євробачення-2022 дана премія не вручатиметься. В свою чергу, розпорядники премії повідомили про те, що премія Барбари Декс буде переосмислена і вручатиметься за найбільш пам'ятний костюм, хоч і назва премії буде змінена.

## Переможці
| Рік  | Країна             | Виконавець         | Пісня                   | Місце         | Місто проведення |
| ---- | ------------------ | ------------------ | ----------------------- | ------------- | ---------------- |
| 1997 | Мальта             | Debbie Scerri      | «Let Me Fly»            | 9             | Дублін           |
| 1998 | Німеччина          | Guildo Horn        | «Guildo hat euch lieb!» | 7             | Бірмінгем        |
| 1999 | Іспанія            | Lydia              | «No quiero escuchar»    | 23            | Єрусалим         |
| 2000 | Бельгія            | Natalie Sorce      | «Envie de vivre»        | 24            | Стокгольм        |
| 2001 | Польща             | Andrzej Piaseczny  | «2 Long»                | 20            | Копенгаген       |
| 2002 | Греція             | Michalis Rakintzis | «S.A.G.A.P.O.»          | 17            | Таллінн          |
| 2003 | Росія              | t.A.T.u.           | «Не верь, не бойся»     | 3             | Рига             |
| 2004 | Румунія            | Sanda Ladoși       | «I Admit»               | 18            | Стамбул          |
| 2005 | Північна Македонія | Martin Vučić       | «Make My Day»           | 17            | Київ             |
| 2006 | Португалія         | Nonstop            | «Coisas de nada»        | 19 (півфінал) | Афіни            |
| 2007 | Україна            | Вєрка Сердючка     | «Dancing Lasha Tumbai»  | 2             | Гельсінкі        |
| 2008 | Андорра            | Gisela             | «Casanova»              | 15 (півфінал) | Белград          |
| 2009 | Угорщина           | Zoli Ádok          | «Dance with Me»         | 15 (півфінал) | Москва           |
| 2010 | Сербія             | Мілан Станкович    | «Ovo je Balkan»         | 13            | Осло             |
| 2011 | Грузія             | Eldrine            | «One More Day»          | 9             | Дюссельдорф      |
| 2012 | Албанія            | Рона Нішліу        | «Suus»                  | 5             | Баку             |
| 2013 | Сербія             | Moje 3             | «Ljubav je svuda»       | 11 (півфінал) | Мальме           |
| 2014 | Литва              | Вілія Матачюнайте  | «Attention»             | 11 (півфінал) | Копенгаген       |
| 2015 | Нідерланди         | Трейнтьє Остергейс | «Walk Along»            | 14 (півфінал) | Відень           |
| 2016 | Хорватія           | Ніна Краліч        | «Lighthouse»            | 23            | Стокгольм        |
| 2017 | Чорногорія         | Славко Калезич     | «Space»                 | 16 (півфінал) | Київ             |
| 2018 | Північна Македонія | Eye Cue            | «Lost and Found»        | 18 (півфінал) | Лісабон          |
| 2019 | Португалія         | Конан Осіріс       | «Telemóveis»            | 15 (півфінал) | Тель-Авів        |
| 2021 | Норвегія           | TIX                | «Fallen Angel»          | 18            | Роттердам        |

## Галерея

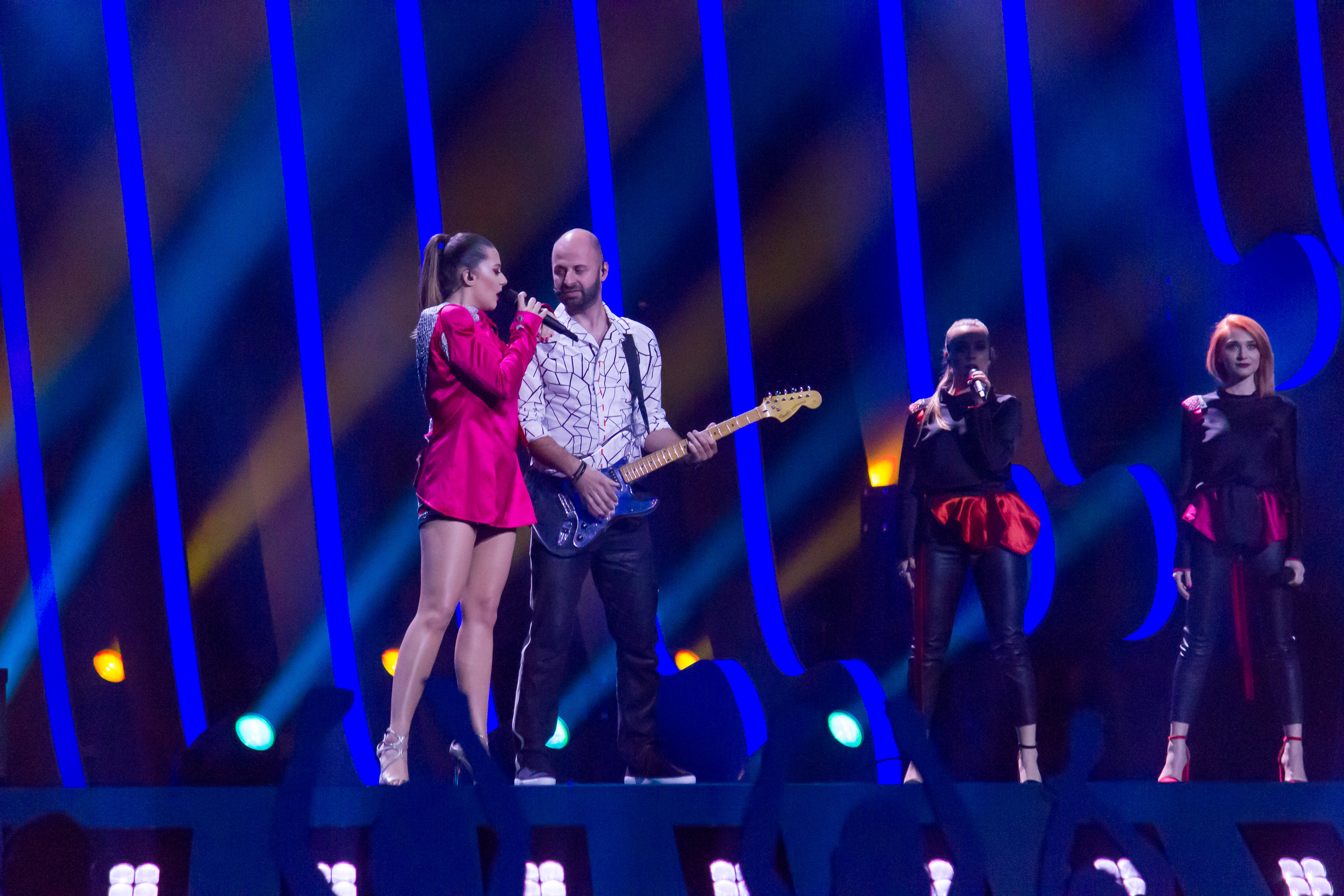
Eye Cue - переможець 2018 року
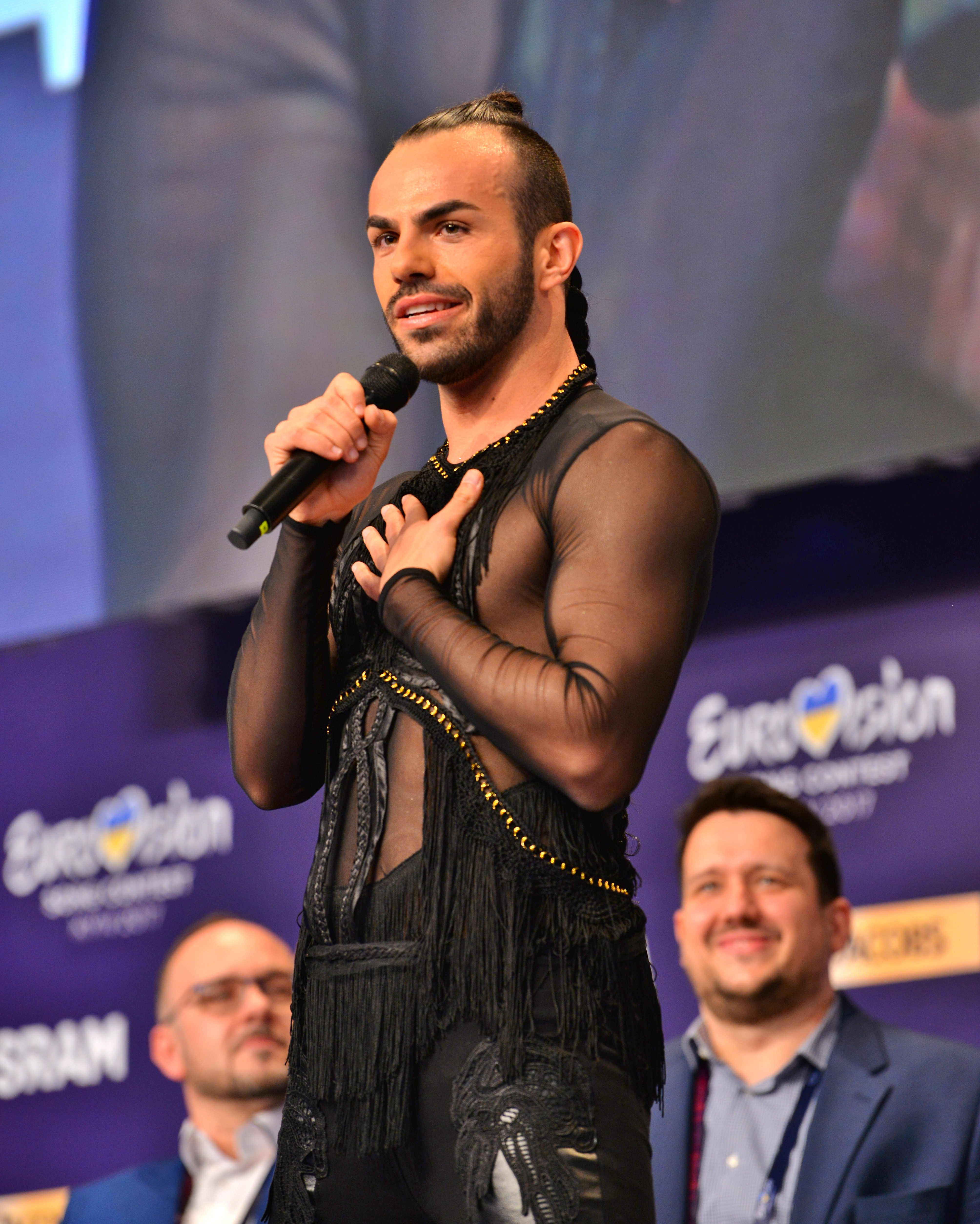
Славко Калезич - переможець 2017 року
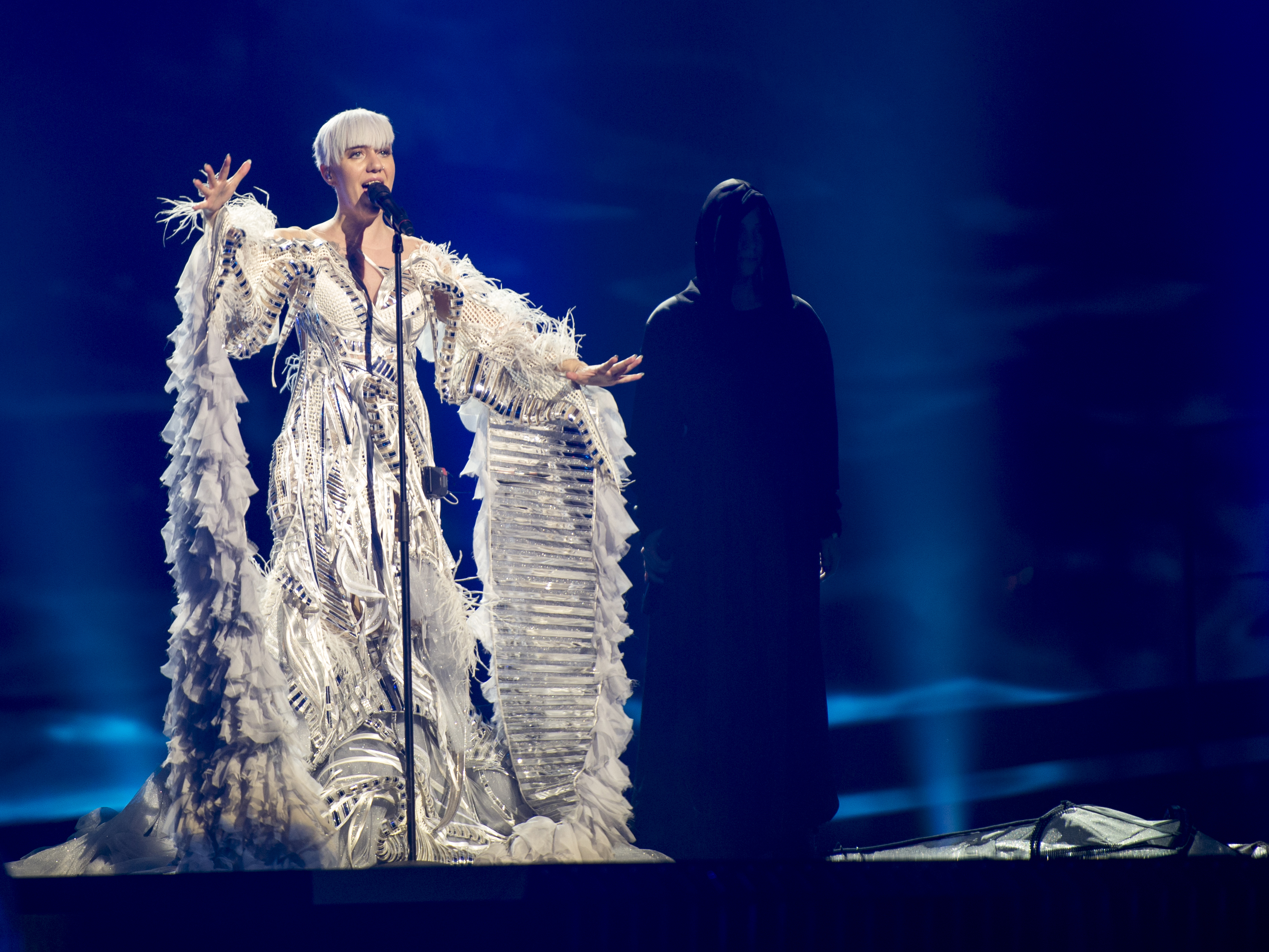
Ніна Краліч - переможець 2016 року
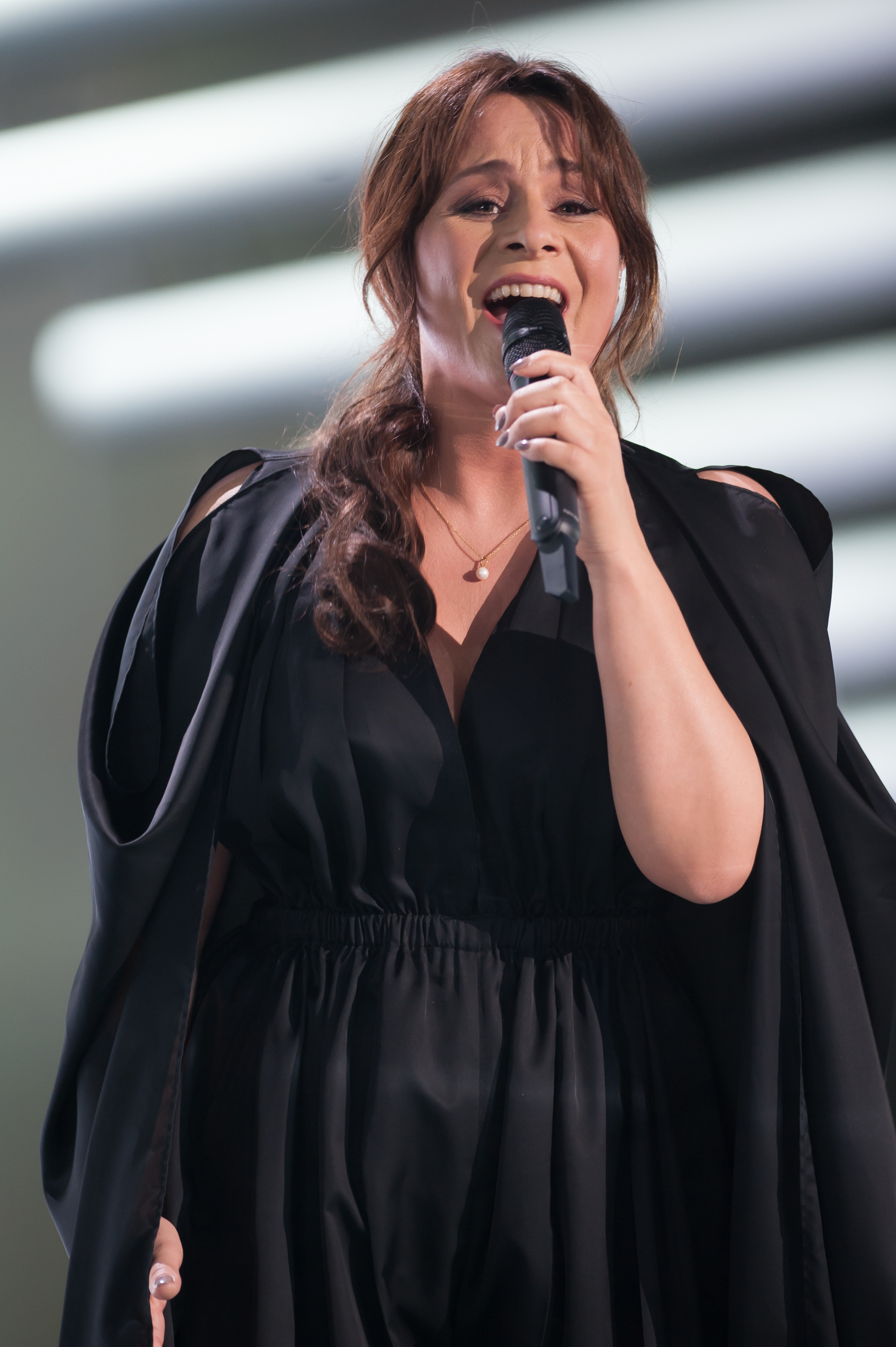
Трейнтьє Остергейс - переможець 2015 року
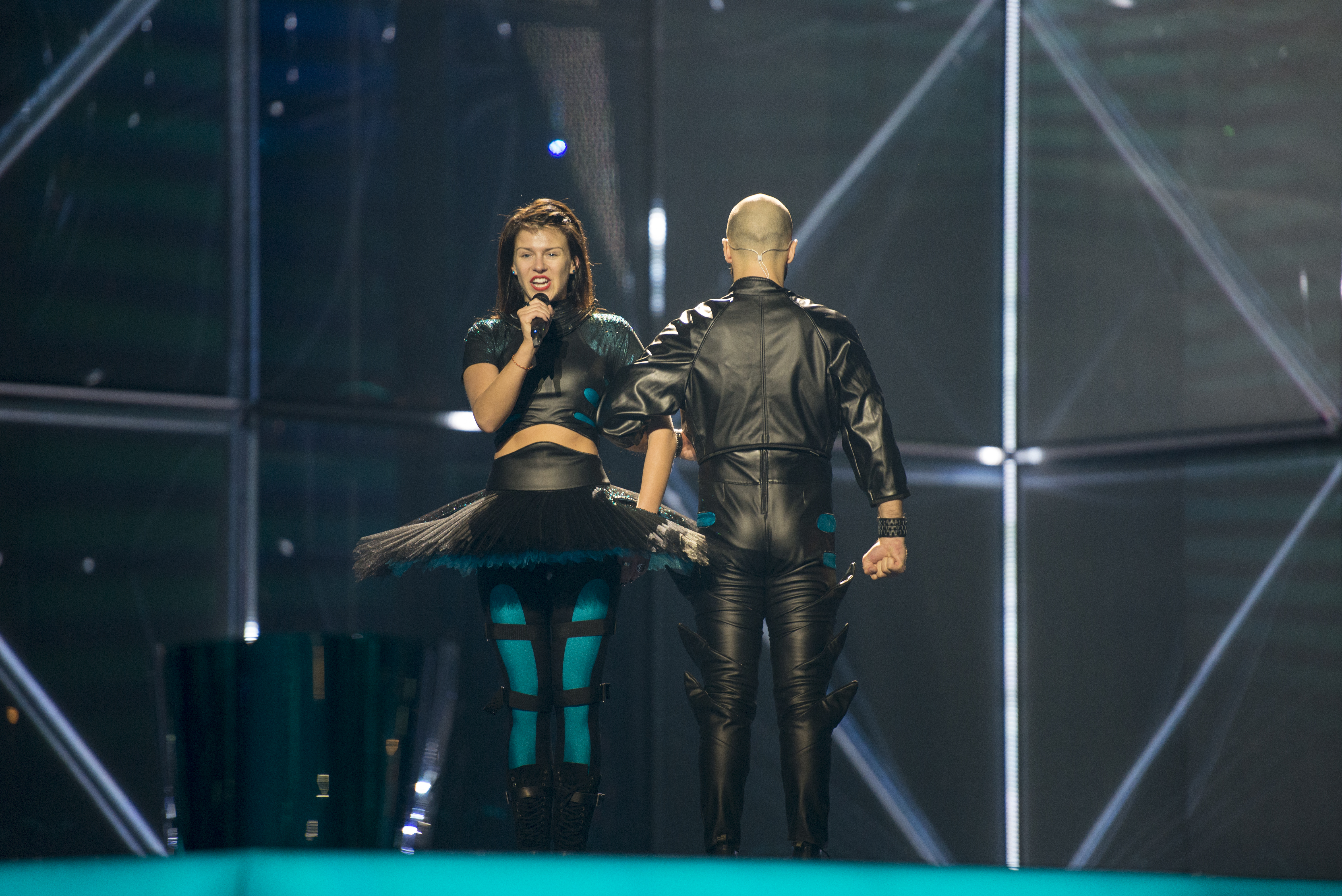
Вілія Матачюнайте - переможець 2014 року
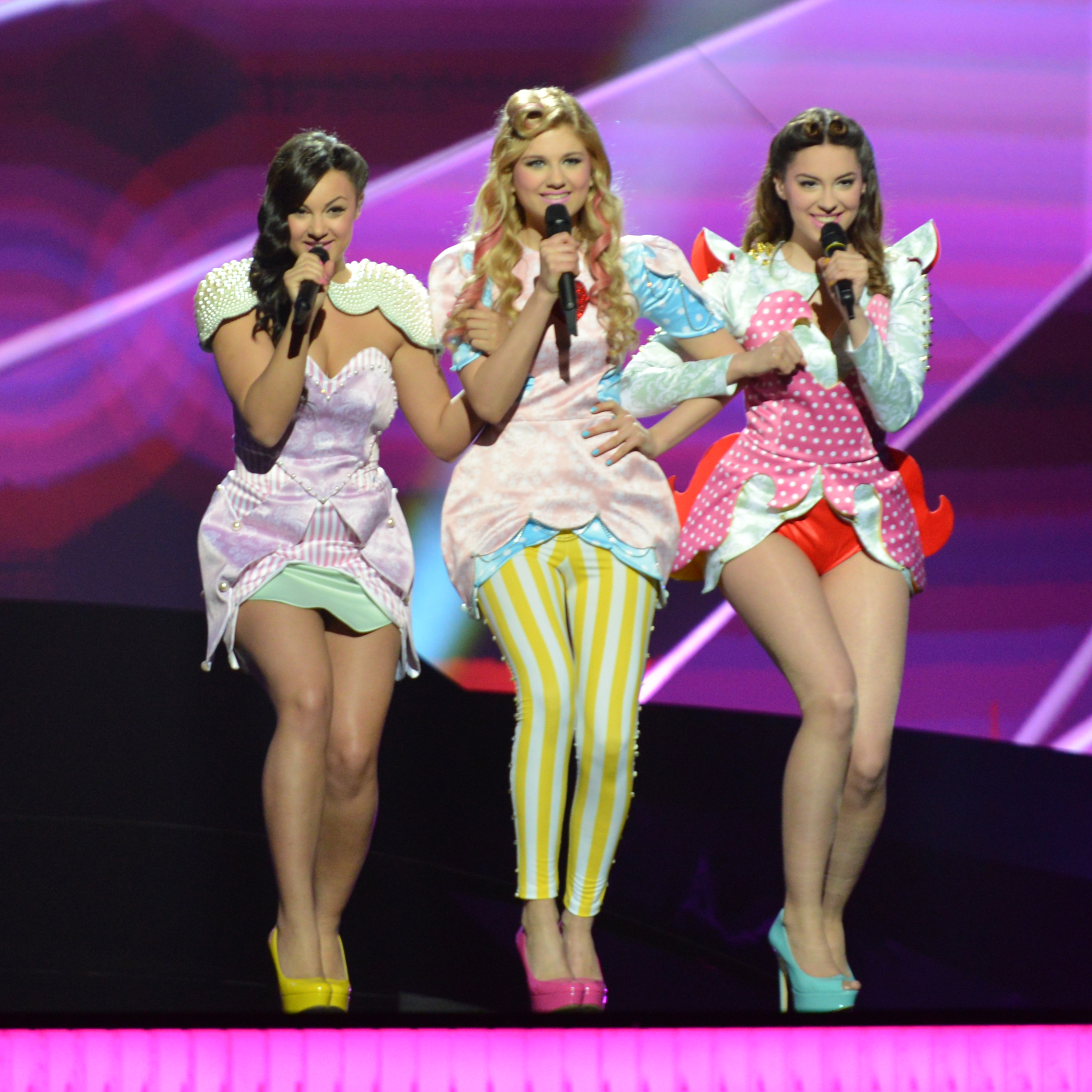
Moje 3 - переможець 2013 року
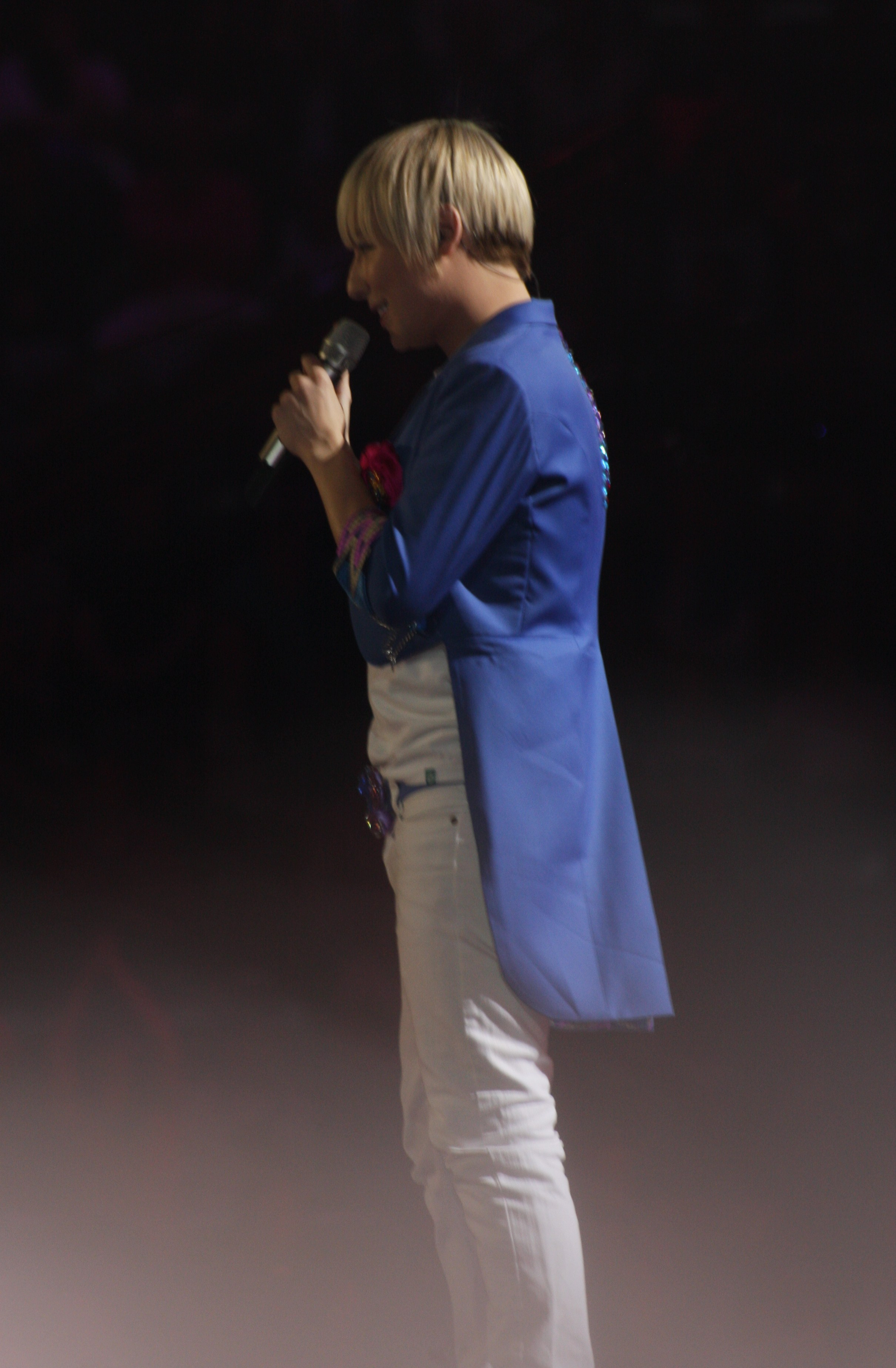
Мілан Станкович - переможець 2010 року
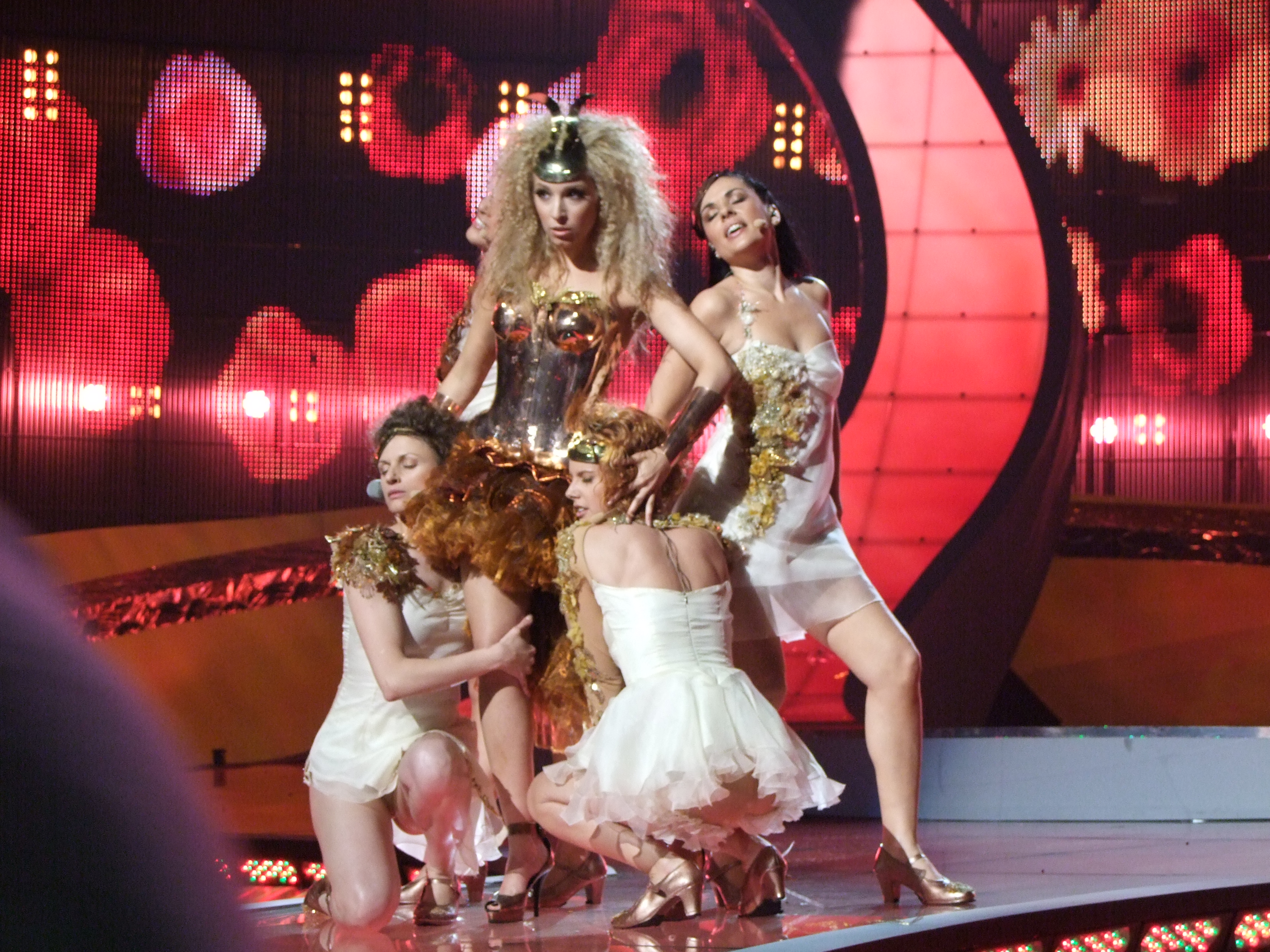
Gisela - переможець 2008 року
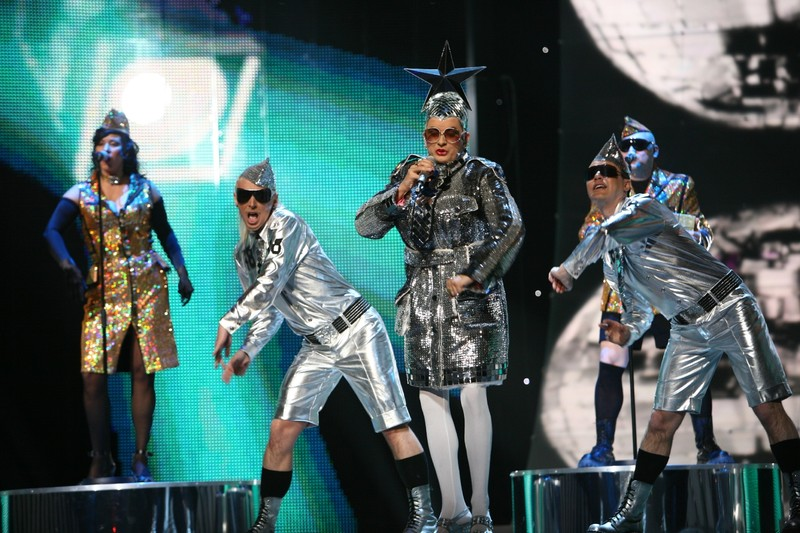
Вєрка Сердючка - переможець 2007 року